# 勒盧特爾神父之戰

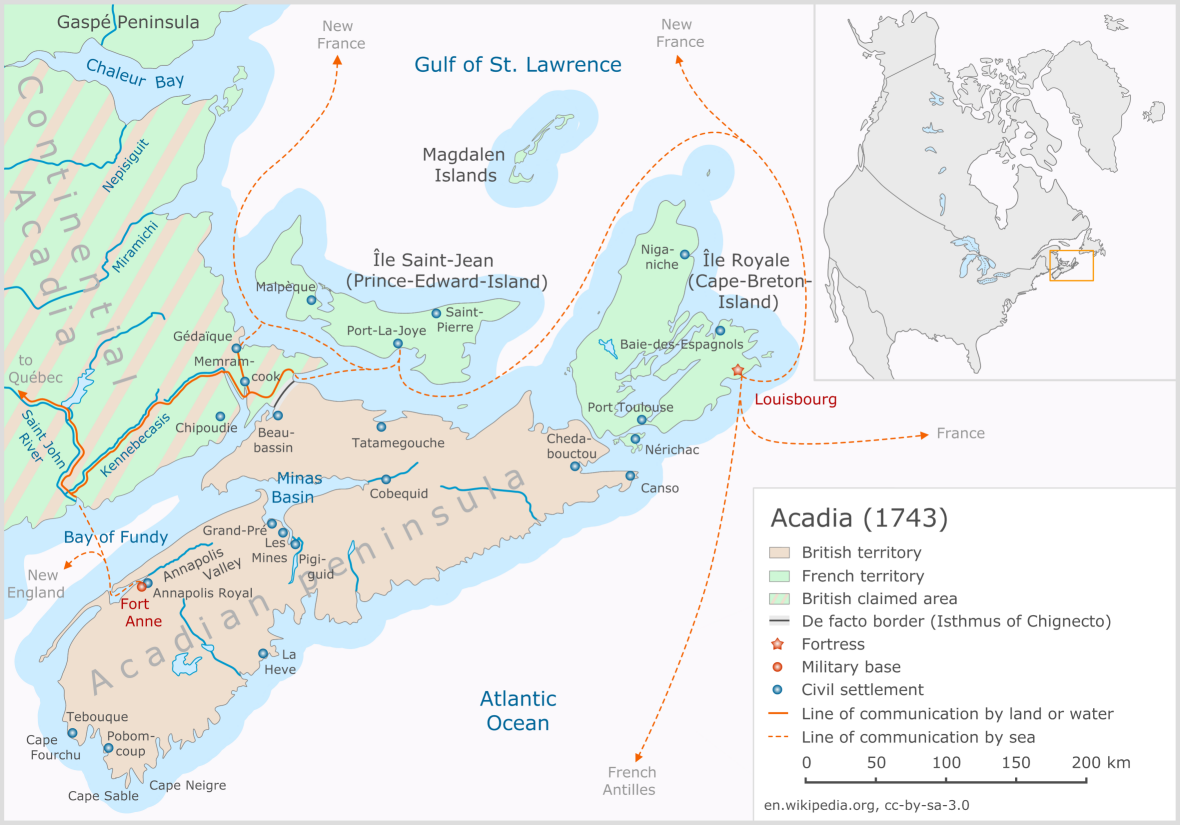

勒盧特爾神父之戰（Father Le Loutre's War），也稱為印第安戰爭（Indian War）、米克馬克戰爭（Mi'kmaq War）和盎格魯-米克馬克戰爭（Anglo-Mi'kmaq War），發生於1749至1755年間，即喬治國王之戰與法國-印地安戰爭之間，在阿卡迪亞與新斯科舍的游擊戰。戰爭的一方為讓-路易·勒盧特爾神父（Jean-Louis Le Loutre）所帶領的米克馬克族戰士和阿卡迪亞民兵；另一方則是英軍及英國的殖民:148:127。
雖然英國人於1710年佔領了皇家港，並於1713年割讓了阿卡迪亞半島，原本已經在那裡居住的米克馬克族和阿卡迪亞人持續與他們發生衝突。往後數年有為數3,229的英國新教徒殖民遷入哈利法克斯，超越了米克馬克族的人口，威脅著米克馬克族的生活:5, 27。
戰爭為該地區帶來了前所未有的動亂。加拿大大西洋地區比以往任何時候都經歷了更多的人口流動、興建了更多的防禦設施和調配了更多的士兵。戰爭期間記錄了24次衝突，其中13次為米克馬克族以及阿卡迪亞人對首都地區哈利法克斯/達特茅斯的襲擊。開戰後六年，隨著米克馬克族、阿卡迪亞人和法國人在博塞茹爾堡戰役中的敗北，戰爭終告結束。